# Geotopo

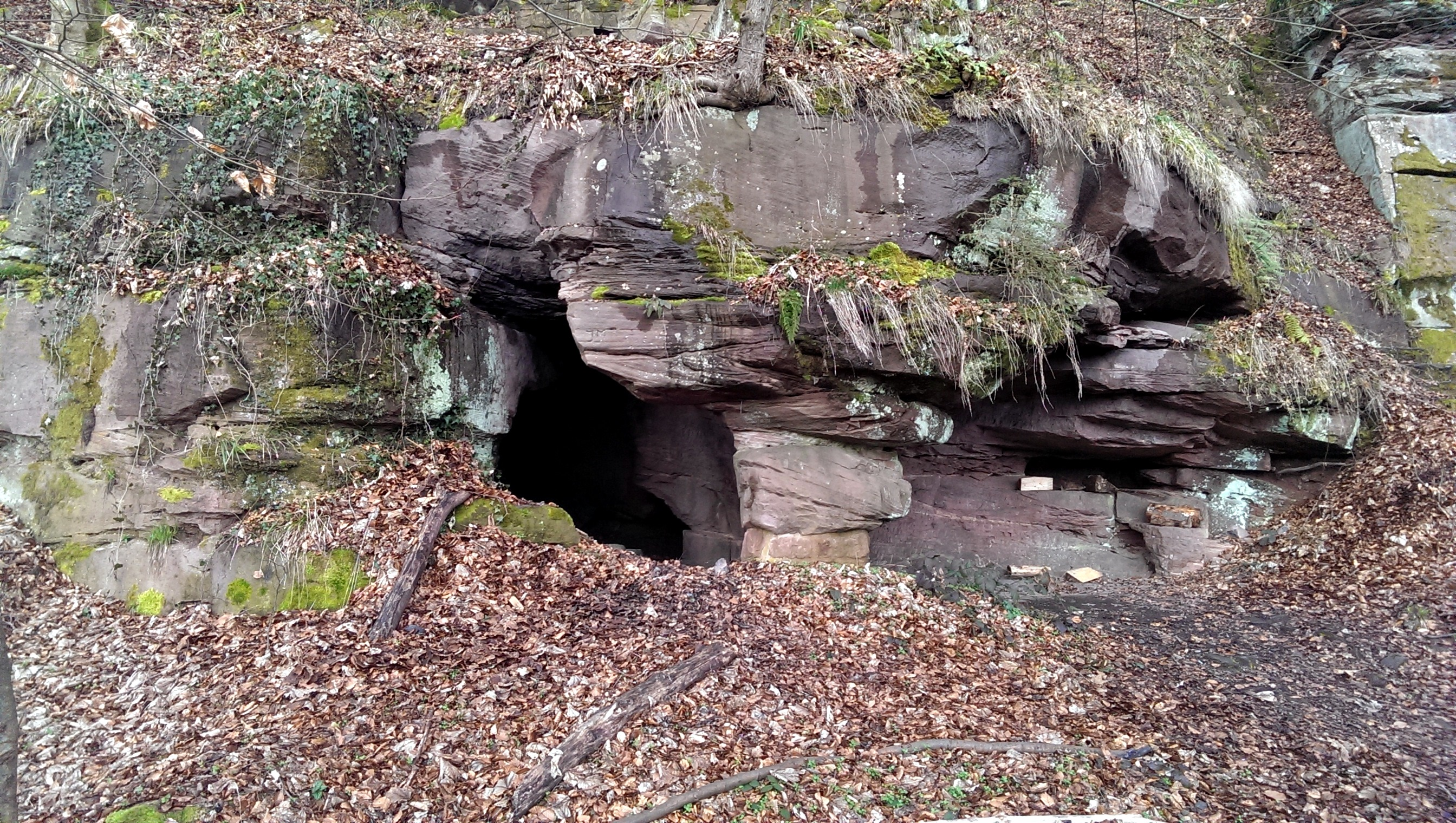
Caverna di Bruderhöhle nel territorio di Calw (Baden-Württemberg, Germania)

Geotopo è un termine utilizzato diffusamente nell'ambito dalla gestione del territorio. Indica la più piccola unità spaziale geograficamente omogenea (in altre parole: una parte del paesaggio con caratteri e struttura relativamente uniformi). I geotopi definiscono quindi unità di territorio spazialmente limitate, riconoscibili o accessibili sulla superficie terrestre, distinguibili dalle aree circostanti in relazione a processi geologici e geomorfologici definiti.
I geotopi possono avere una valenza non solo di tipo scientifico, ma anche ecologico e paesaggistico, ed eventualmente associarsi ad elementi di carattere storico-culturale. Per citare un esempio pratico, una grotta naturale è allo stesso tempo oggetto di interesse scientifico per i fenomeni geomorfologici che ne sono all'origine, per la rilevanza paesaggistica delle morfologie carsiche che la contraddistinguono, e per l'eventuale presenza di siti di interesse archeologico, paleontologico, pitture o incisioni parietali, o per la rilevanza del sito nella cultura e nell'immaginario locale. Tale grotta potrebbe costituire inoltre un biotopo di notevole importanza per la presenza di faune e flore adattate al quel particolare tipo di ambiente.
Da notare però che gli elementi essenziali alla definizione sono di carattere geologico e geomorfologico: ad esempio, una miniera dismessa costituirebbe un geotopo in quanto affioramento di una sezione geologica di particolare interesse, non in quanto manufatto di interesse storico (in questa accezione, potrebbe costituire un sito archeologico, o paleoindustriale).

## Geotopo e geosito
Occorre distinguere tra il concetto di geotopo e quello di geosito. Per geosito si intende "qualsiasi località, area o territorio in cui è possibile definire un interesse geologico-geomorfologico e/o paesaggistico per la conservazione". Da notare che il geosito costituisce un elemento territoriale non necessariamente unitario e non necessariamente appartenente a una singola categoria: un geosito può essere composto quindi da vari geotopi.
La classificazione dei geotopi è fondamentale per l'individuazione dei geositi da tutelare.

## Geotopo e biotopo
Considerando la definizione di biotopo, i due concetti possono apparire come sinonimi, ma non lo sono. La rilevanza del biotopo è infatti in funzione della comunità biologica che esso supporta (e di cui costituisce il substrato e la componente chimico-fisica). Come già detto, il geotopo è invece definito primariamente per i suoi caratteri geologici e geomorfologici. Ovviamente, le due categorie possono coincidere in un unico oggetto: un geotopo può (anche se non necessariamente) coincidere con un biotopo, e viceversa. Ad esempio: una scogliera marina può costituire un biotopo in quanto supporta un ecosistema ben preciso (sia subacqueo che subaereo); costituisce invece un geotopo per le proprie peculiarità morfologiche e paesaggistiche, conseguenza della natura e origine delle rocce che la compongono e dei processi erosivi che l'hanno determinata.

## Classificazione
I criteri con i quali sono classificati i geotopi sono di diverso ordine:
- scientifici: riguardano gli elementi di interesse scientifico per scopi di tutela, ricerca e catalogazione (vedi esempi di seguito); si tratta comunque dei criteri primari di classificazione;
- didattico-educativi: criteri che considerano i geotopi come elementi di interesse per la didattica, soprattutto ai fini della conoscenza e dell'educazione ambientale;
- fruitivi: criteri che considerano l'utilizzo dei geotopi per fini di interesse generale, come le attività turistico-ricreative, e riguardano sostanzialmente l'accessibilità del territorio e la sua tutela.

Di seguito alcuni esempi di classificazione:
- Geomorfologia 
  - Carsico
  - Glaciale
  - Marino-Costiero
  - Fluviale
  - Lacustre
- Geologia
  - Stratigrafico
  - Strutturale
  - Sedimentologico
  - Geoarcheologico
- Geomineralogia
  - Mineralogico
  - Georisorsa
  - Archeomineralogia
- Idrogeologia
  - Sorgenti
  - Risorgive
- Paleontologia
  - Vertebrati
  - Invertebrati
  - Micropaleontologico
  - Tracce fossili

Gli esempi riportati sono tematici (riguardano cioè l'ambito di interesse scientifico), ma a seconda degli scopi sono possibili anche altri tipi di classificazione:
- per epoche (ad esempio: Giurassico, Cretaceo, Pliocene...)
- per aree geografiche o ambiti geologici (es.: Alpi Apuane, Carso, province petrografiche, unità tettoniche...);
- per eventi (ad es. il livello stratigrafico corrispondente limite Cretaceo-Terziario, corrispondente ad un evento di estinzione globale);
- per processi (sedimentazione o erosione fluviale, carsica, eolica...);
- per tipologia (sedimenti carbonatici o terrigeni; sedimenti lacustri, vulcanici...)

Per la gestione del territorio, è necessario inoltre stabilire il rischio di degrado dei geotopi individuati.